# Melanophryniscus dorsalis
Melanophryniscus dorsalis är en art av groddjur som först beskrevs av den tyske herpetologen Robert Mertens 1933. Den ingår i släktet Melanophryniscus och familjen paddor. Internationella naturvårdsunionen (IUCN) kategoriserar arten globalt som sårbar. Inga underarter finns listade i Catalogue of Life.